# إدواردو دايز دي ميدينا
إدواردو دايز دي ميدينا هو دبلوماسي وسياسي بوليفي، ولد في 8 فبراير 1881 في لاباز في بوليفيا، وتوفي في 27 يونيو 1955. انتخب وزير خارجية بوليفيا ‏.